# Tuscarora Indijanci
Tuscarora (Ska-ru'-reⁿ).- Pleme i plemenski savez američkih Indijanaca porodice Iroquoian, nastanjenih do desetih godina 18. stoljeća na području oko rijeka Neuse, Roanoke, Tar i Pamlico. Tuscarore su se sastojali od 3 plemena, to su: Ka'te'nu'a'ka', "People of the submerged pine tree"; Akawantca'ka' (čije je značenje nesigurno); i Skaru'reⁿ, "hemp gatherers, Apocynum cunnabinum" ili Tuscarora vlastiti. Sva ova plemena živjeli su u području današnje Sjeverne Karoline, gdje su prema Johnu Lawsonu imali 15 'gradova', Swanton navodi nešto veći broj. Ljeta godine 1711. Tuscarore zaratiše s naseljenicima, smetalo im je kako bijeli ljudi uništavaju i krče šume. Rat potraje sve do 1713., kada su napokon poraženi, pa odlaze u New York gdje su pod zaštitom Irokeza. Godine 1722. primljeni su kao šesto pleme u irokešku ligu, tada prozvanom Six Nations. Danas žive na rezervatima Tuscarora u New Yorku gdje ih 2000. ima oko 1.200 i 1.200 na Six Nations Reserve u Ontariju, Kanada. 

## Povijest
Godine 1712. policija Sjeverne Karoline napada selo Tuscarora ubijajući pri tome 300 Indijanaca, dok je nekoliko stotina prodano u roblje. Iste godine Englezi napadaju Neoheroku, glavni grad Tuscarora, spaljujući na lomači 200 Indijanaca, dok je oko tisuću ubijeno na druge načine i porobljeno.

## Sela
Sjeverna karolina: Annaooka; Chunaneets; Cohunche; Conauhcare; Contahnah (blizu ušća rijeke Neuse); Cotechney (na suprotnoj obali Neuse od Fort Barnwella, oko ušća Contentnea Creeka); Coram; Corutra; Harooka; Harutawaqui; Kenta; Kentanuska; Naurheghne; Neoheroka (u okrugu Greene); Nonawharitse; Nursoorooka; Oonossoora; Tasqui; Tonarooka; Torhunte; Tosneoc; Ucouhnerunt (na rijeci Pamlico, možda u blizini Greenville, u okrugu Pitt); Unanauhan.
Kasnija naselja u New Yorku: Canasaraga, na Canaseraga Creek na mjestu sadašnjeg Sullivana; Ingaren; Junastriyo; Jutaneaga; Kanhats; Kaunehsuntahkeh; Nyuchirhaan, kod Lewistona, Niagara County; Ohagi, na zap. strani Genesee Rivera nedaleko Cuylersvillea, Livingston County; Oquaga, na mjestu Colesvillea, Broome County; Oyonwayea, ili Johnson's Landing, u Niagara County; Shawiangto, na w. strani rijeke Susquehanna nedaleko Windsora, Broome County; Tiochrungwe; Tuscarora, 3 sela; Ganatisgowa lokacija nepoznata.

## Organizacija
Tuscarore su imali podjela po klanovima obuhvaćenim u dva bratstva. Pripadnici klanova istoga bratstva nazivaju se bratskim, a oni iz suprotnog batstva rođačkim. U Morganovo vrijeme postojalo je osam klanova, a 6 od njih su isti kao kod Oneida i Cayuga, pet kao Senece i 3 kao Mohawk. 
Prva Fratrija
- Klan: 1, Bear (Medvjed). 2, Beaver (Dabar). 3, Great Turtle (Velika kornjača). 4, Eel (Jegulja).

Druga Fratrija
- Klan: — 5, Gray Wolf (Sivi vuk). 6, Yellow Wolf (Žuti vuk). 7, Little Turtle (Mala kornjača). 8. Snipe (Šljuka).

## Poznati Tuscarore
Poznate osobe tuskarorskog podrijetla.
- Ava Gardner.[2]

## Vanjske poveznice
- Tuscarora
- Tuscarora Indian Tribe History
- The Tuscarora Indians  Arhivirana inačica izvorne stranice od 8. travnja 2007. (Wayback Machine)
- The Tuscarora Indian War